# Clare megye (Írország)
Clare megye (írül: Contae an Chláir) megye az Ír-sziget nyugati partvidékének közepén Írországban, Munster tartományban, a Shannon folyótól, a sziget legnagyobb folyójától északnyugatra, a Derg-tó mellett. 
Korábban nevezték Thomond megyének is, mert a Connacht tartományhoz tartozó Thomond régióból alakították ki. Beceneve a "zászlós megye", ami a zászlók-transzpartensek hagyományosan elterjedt használatáról kapott.

## Földrajz
Területe 3147 km². Lakossága 110 800 (2006-os adat). Székhelye Ennis város. 

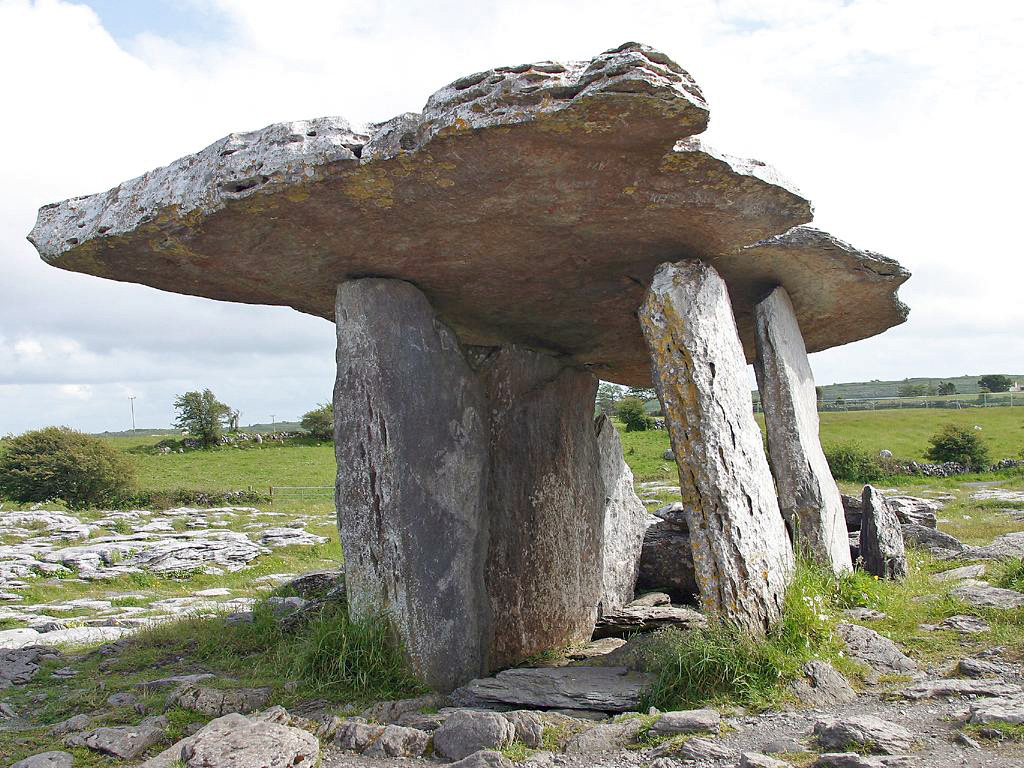
A Poulnabrone dolmen a Burren karsztvidéken

Clare megyében található a Burren sajátos faunával és ritka virágokkal rendelkező egyedülálló karsztvidéke. A Burren Atlanti-óceánra néző nyugati szegélye - Írország egyik legszebb természeti képződménye - a Moher-sziklák.
A parton található Spanish Point ("Spanyol pont", írül Rinn na Spáinneach) üdülőfalu, Patrick Hillery korábbi ír elnök szülőhelye, amely arról kapta a nevét, hogy egy spanyol tengerész itt vesztette az életét, amikor a Spanyol armada több hajója 1588-ban hajótörést szenvedett a partoknál.

## Települések

### Legfontosabb városai
- Clarecastle,
- Ennis, Ennistimon

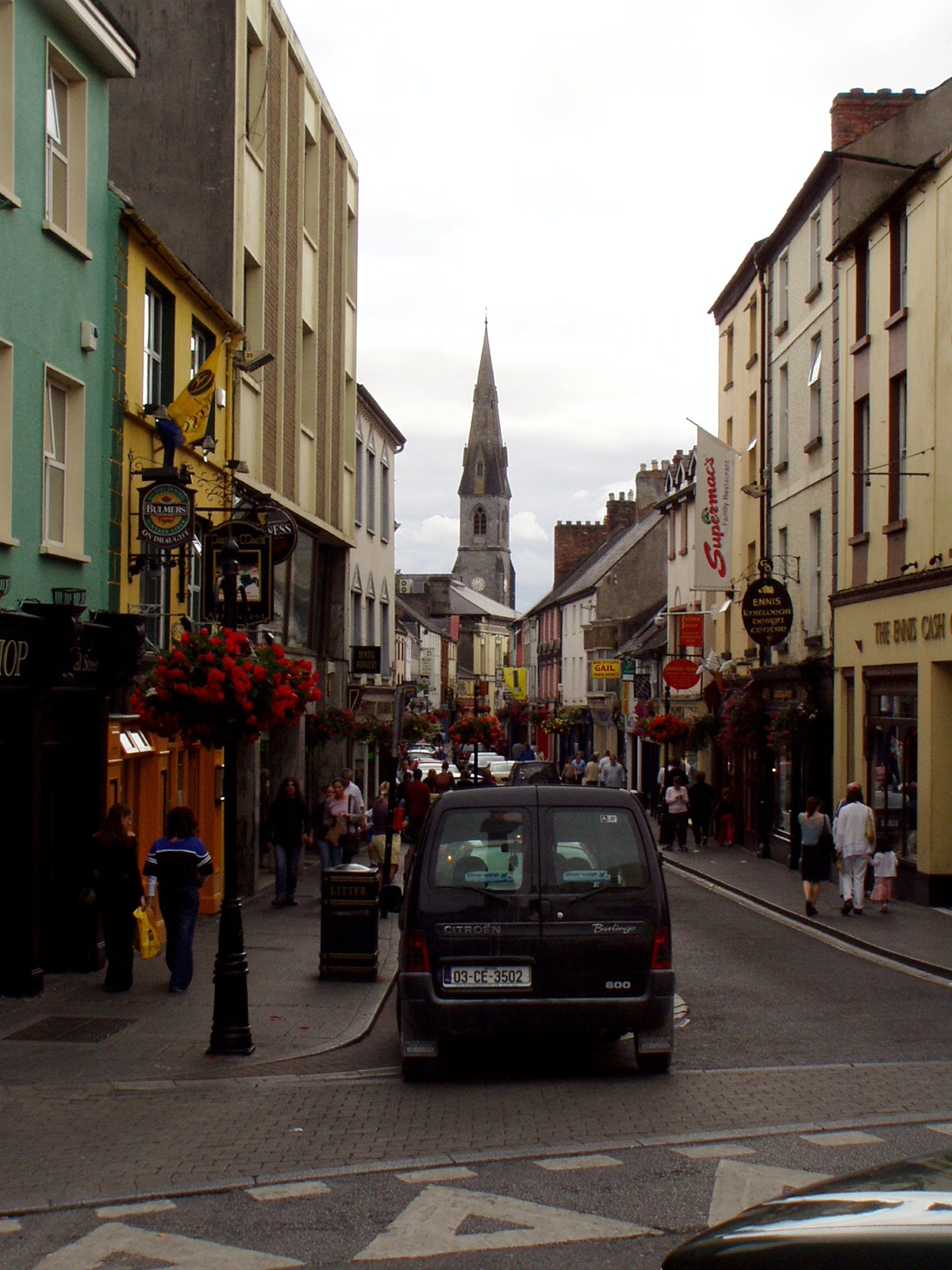
Ennisi utcakép

- Lahinch, Lisdoonvarna, Miltown Malbay,
- Newmarket-on-Fergus
- Shannon, Sixmilebridge,
- Tulla

### Más városai és falvai
- Ballynacally, Ballyvaughan
- Carrigaholt, Cooraclare, Corofin, Cratloe, Connolly, Cree (Creegh)
- Doolin, Doora, Doonbeg
- Feakle
- Inagh, Inch
- Kilnamona, Kilmaley, Kilkee, Killadysert, Killaloe, Kilrush
- Liscannor, Lissycasey
- Mullagh, Mountshannon, Meelick
- O'Briensbridge, Ogonnelloe
- Quin, Quilty
- Scariff
- Whitegate

## Szigetei

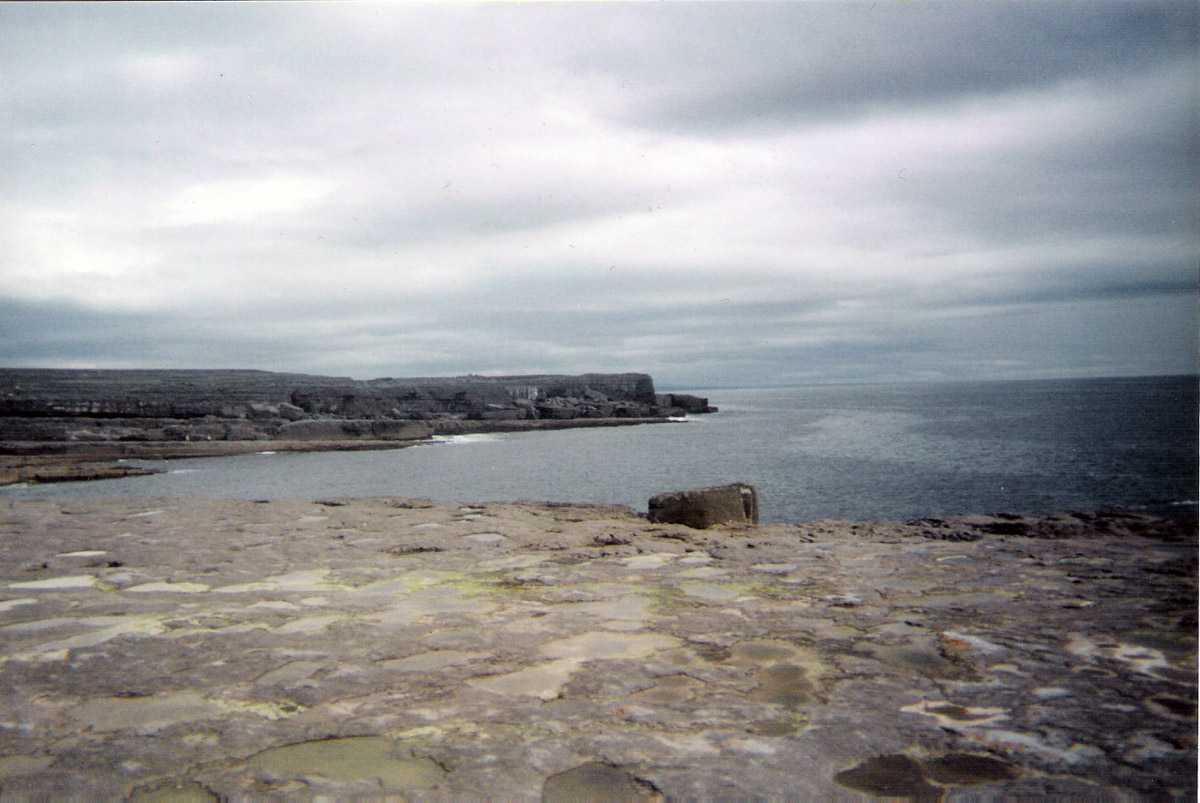
Inishmore partjai

- Inishmore (vagy Deer Island, "Szarvas-sziget")
- Mutton-sziget
- Aughinish